# Simning vid världsmästerskapen i simsport 2022 – Damernas 200 meter frisim
Damernas 200 meter frisim vid världsmästerskapen i simsport 2022 avgjordes mellan den 20 och 21 juni 2022 i Donau Arena i Budapest i Ungern.
Kinesiska Yang Junxuan tog guld efter ett lopp på 1.54,92, vilket var hennes första individuella medalj vid ett världsmästerskap. Australiska Mollie O'Callaghan tog silver och Junxuans landsmaninna Tang Muhan tog bronset.

## Rekord
Inför tävlingens start fanns följande världs- och mästerskapsrekord:
|                   | Namn                | Nation  | Tid     | Ort          | Datum        |
| ----------------- | ------------------- | ------- | ------- | ------------ | ------------ |
| Världsrekord      | Federica Pellegrini | Italien | 1.52,98 | Rom, Italien | 29 juli 2009 |
| Mästerskapsrekord | Federica Pellegrini | Italien | 1.52,98 | Rom, Italien | 29 juli 2009 |

## Resultat

### Försöksheat
Försöksheaten startade den 20 juni klockan 09:16.
| Placering | Heat | Bana | Namn                     | Nationalitet             | Tid           | Noteringar    |
| --------- | ---- | ---- | ------------------------ | ------------------------ | ------------- | ------------- |
| 1         | 3    | 4    | Yang Junxuan             | Kina                     | 1.56,58       | 0Q0           |
| 2         | 3    | 5    | Madison Wilson           | Australien               | 1.56,85       | 0Q0           |
| 3         | 3    | 6    | Leah Smith               | USA                      | 1.57,22       | 0Q0           |
| 3         | 5    | 5    | Penny Oleksiak           | Kanada                   | 1.57,22       | 0Q0           |
| 5         | 4    | 5    | Mollie O'Callaghan       | Australien               | 1.57,28       | 0Q0           |
| 6         | 5    | 3    | Freya Anderson           | Storbritannien           | 1.57,53       | 0Q0           |
| 7         | 4    | 1    | Janja Šegel              | Slovenien                | 1.57,71       | 0Q0           |
| 8         | 4    | 2    | Stephanie Balduccini     | Brasilien                | 1.57,81       | 0Q0           |
| 9         | 3    | 3    | Isabel Marie Gose        | Tyskland                 | 1.57,94       | 0Q0           |
| 10        | 4    | 3    | Charlotte Bonnet         | Frankrike                | 1.58,14       | 0Q0           |
| 11        | 4    | 6    | Erika Fairweather        | Nya Zeeland              | 1.58,26       | 0Q0           |
| 12        | 4    | 4    | Tang Muhan               | Kina                     | 1.58,28       | 0Q0           |
| 13        | 5    | 1    | Marrit Steenbergen       | Nederländerna            | 1.58,33       | 0Q0           |
| 14        | 5    | 2    | Taylor Ruck              | Kanada                   | 1.58,41       | 0Q0           |
| 15        | 5    | 6    | Claire Weinstein         | USA                      | 1.58,76       | 0Q0           |
| 16        | 3    | 2    | Katja Fain               | Slovenien                | 1.58,84       | 0Q0           |
| 17        | 3    | 7    | Valentine Dumont         | Belgien                  | 1.58,86       |               |
| 18        | 4    | 7    | Nikolett Pádár           | Ungern                   | 1.58,90       |               |
| 19        | 5    | 7    | Freya Colbert            | Storbritannien           | 1.59,48       |               |
| 20        | 4    | 8    | Snæfríður Jórunnardóttir | Island                   | 2.00,61       |               |
| 21        | 3    | 1    | Marlene Kahler           | Österrike                | 2.00,75       |               |
| 22        | 3    | 8    | Elisbet Gámez            | Kuba                     | 2.00,86       |               |
| 23        | 5    | 8    | Daria Golovaty           | Israel                   | 2.01,01       |               |
| 24        | 2    | 5    | Karen Durango            | Colombia                 | 2.01,61       |               |
| 25        | 4    | 9    | Ieva Maļuka              | Lettland                 | 2.02,43       |               |
| 26        | 3    | 0    | Jung Hyun-young          | Sydkorea                 | 2.02,64       |               |
| 27        | 5    | 9    | Sofia Åstedt             | Sverige                  | 2.03,22       |               |
| 28        | 5    | 0    | Aleksa Gold              | Estland                  | 2.03,46       |               |
| 29        | 3    | 9    | Zhanet Angelova          | Bulgarien                | 2.05,88       |               |
| 30        | 2    | 3    | Lucero Mejía             | Guatemala                | 2.06,78       |               |
| 31        | 2    | 4    | Kamonchanok Kwanmuang    | Thailand                 | 2.07,20       |               |
| 32        | 2    | 6    | Jehanara Nabi            | Pakistan                 | 2.11,13       |               |
| 33        | 2    | 2    | Natalia Kuipers          | Amerikanska Jungfruöarna | 2.12,20       |               |
| 34        | 2    | 7    | Bianca Mitchell          | Antigua och Barbuda      | 2.13,84       |               |
| 35        | 1    | 5    | Tilly Collymore          | Grenada                  | 2.15,68       |               |
| 36        | 2    | 1    | Therese Soukup           | Seychellerna             | 2.16,23       |               |
| 37        | 2    | 8    | Zaira Forson             | Ghana                    | 2.20,83       |               |
| 38        | 1    | 4    | Charissa Panuve          | Tonga                    | 2.22,93       |               |
| 39        | 1    | 3    | Keana Santos             | Guam                     | 2.30,08       |               |
| 40        | 4    | 0    | Gan Ching Hwee           | Singapore                | Startade inte | Startade inte |
| 40        | 5    | 4    | Siobhan Haughey          | Hongkong                 | Startade inte | Startade inte |

### Semifinaler
Semifinalerna startade den 20 juni klockan 19:15.
| Placering | Heat | Bana | Namn                 | Nationalitet   | Tid             | Noteringar      |
| --------- | ---- | ---- | -------------------- | -------------- | --------------- | --------------- |
| 1         | 1    | 3    | Freya Anderson       | Storbritannien | 1.56,05         | 0Q0             |
| 2         | 1    | 4    | Madison Wilson       | Australien     | 1.56,31         | 0Q0             |
| 3         | 2    | 3    | Mollie O'Callaghan   | Australien     | 1.56,34         | 0Q0             |
| 4         | 1    | 2    | Charlotte Bonnet     | Frankrike      | 1.56,54         | 0Q0             |
| 5         | 2    | 4    | Yang Junxuan         | Kina           | 1.56,75         | 0Q0             |
| 6         | 1    | 1    | Taylor Ruck          | Kanada         | 1.56,80         | 0Q0             |
| 7         | 2    | 2    | Isabel Marie Gose    | Tyskland       | 1.56,82         | 0Q0             |
| 8         | 1    | 7    | Tang Muhan           | Kina           | 1.56,87         | 0Q0             |
| 9         | 2    | 5    | Leah Smith           | USA            | 1.56,90         |                 |
| 10        | 2    | 8    | Claire Weinstein     | USA            | 1.56,94         |                 |
| 11        | 2    | 7    | Erika Fairweather    | Nya Zeeland    | 1.57,43         |                 |
| 12        | 1    | 6    | Stephanie Balduccini | Brasilien      | 1.57,54         |                 |
| 13        | 1    | 8    | Katja Fain           | Slovenien      | 1.58,00         |                 |
| 14        | 2    | 6    | Janja Šegel          | Slovenien      | 1.58,10         |                 |
| 15        | 2    | 1    | Marrit Steenbergen   | Nederländerna  | 1.58,93         |                 |
| –         | 1    | 5    | Penny Oleksiak       | Kanada         | Diskvalificerad | Diskvalificerad |

### Final
Finalen startade den 21 juni klockan 18:17.
| Placering | Bana | Namn               | Nationalitet   | Tid     | Noteringar |
| --------- | ---- | ------------------ | -------------- | ------- | ---------- |
| 1         | 2    | Yang Junxuan       | Kina           | 1.54,92 |            |
| 2         | 3    | Mollie O'Callaghan | Australien     | 1.55,22 |            |
| 3         | 8    | Tang Muhan         | Kina           | 1.56,25 |            |
| 4         | 4    | Freya Anderson     | Storbritannien | 1.56,68 |            |
| 5         | 5    | Madison Wilson     | Australien     | 1.56,85 |            |
| 6         | 6    | Charlotte Bonnet   | Frankrike      | 1.57,24 |            |
| 6         | 7    | Taylor Ruck        | Kanada         | 1.57,24 |            |
| 8         | 1    | Isabel Marie Gose  | Tyskland       | 1.57,38 |            |